# Jarmina
Jarmina är en ort i Kroatien.   Den ligger i länet Srijem, i den östra delen av landet, 220 km öster om huvudstaden Zagreb. Jarmina ligger 94 meter över havet och antalet invånare är 2 640.
Terrängen runt Jarmina är mycket platt. Runt Jarmina är det ganska tätbefolkat, med 120 invånare per kvadratkilometer. Närmaste större samhälle är Vinkovci, 6,8 km sydost om Jarmina. Trakten runt Jarmina består till största delen av jordbruksmark.